# Leave Me Alone (пісня Джеррі Кантрелла)
«Leave Me Alone» — пісня американського музиканта Джеррі Кантрелла, що вийшла 1996 року та увійшла до саундтрека до фільму «Кабельник».

## Про пісню
«Leave Me Alone» стала першою сольною піснею, яку випустив співзасновник та гітарист рок-гурту Alice in Chains Джеррі Кантрелл. Її було записано 1996 року, в період, коли майбутнє Alice in Chains було під питанням через наркозалежність вокаліста гурту Лейна Стейлі. Пісня була написана Джеррі Кантреллом, зіграна за допомогою барабанщика Alice in Chains Шона Кінні, записана і продюсована Тобі Райтом. 
Композиція увійшла до саундтреку до чорної комедії «Кабельник» з Джимом Керрі. Окрім саундтрек-альбому вона вийшла як окремий промосингл. В червні 1996 року вийшов відеокліп на пісню, знятий режисером Рокі Мортоном. В рецензії на саундтрек The Cable Guy Стівен Томас Ерлвайн зауважив, що пісня Кантрелла «качає настільки ж сильно, як і будь-яка пісня Alice in Chains».